# 采石磯の戦い
采石磯の戦い（さいせききのたたかい、中国語: 采石磯之戰）、または采石の戦い（さいせきのたたかい、中: 采石之戰）は宋金戦争中の1161年（紹興31年/正隆6年）11月に行われた戦闘。女真族王朝である金の海陵王率いる軍勢が長江を渡って南宋に侵攻しようとした中、陳康伯と士大夫の虞允文率いる南宋軍は霹靂砲（火薬入りの砲弾を使用する投石機）を装備した楼船（外輪戦船）で迎撃、軽い船を使用した金の海軍を決定的に破った。
1125年（宣和7年/天会3年）より、金は淮河以北の領土を征服、1142年（紹興12年/皇統2年）の紹興の和議で宋金間の国境線を定めて、中国北部を支配、南宋が南部を支配した。しかし、1150年（紹興20年/天徳2年）に金の皇帝に即位した海陵王は統一を目指し、1158年（紹興28年/正隆3年）に南宋が紹興の和議に違反したと主張して戦争の口実とした。翌年に戦争準備を始め、健康な男性全員に徴兵令を発したが、徴兵令は不評で反乱が勃発する結果となった（後に鎮圧）。金軍は1161年10月15日（紹興31年/正隆6年9月25日）に開封を発ち、南宋軍からの抵抗をほとんど受けずに淮河から長江まで前進した。
南宋は長江を前線として要塞化しており、海陵王は采石磯で渡河しようとし、同年11月26日（旧暦11月8日）に采石磯で渡河を始めたが、そこで虞允文率いる南宋艦隊との戦闘をはじめた。戦闘の結果は金軍が敗北して揚州に撤退、直後に海陵王が部下に暗殺された。このとき、金は本国の宮廷で政変がおきており、世宗が代わって即位したのであった。1165年（乾道元年/大定5年）、乾道の和議が締結され、戦争が終結した。
南宋側の文献では金軍の人数と損害を過大評価した可能性が高いが、南宋軍の人数とされる18,000人はつじつまが合うとされる。現代の研究では采石磯の戦いが実は小規模な戦闘で、両軍の勢力の差は以前の文献で述べられた程度より小さいという。いずれにしても、戦闘の勝利は南宋軍の士気を高め、金軍の南進が食い止められる結果となった。

## 背景

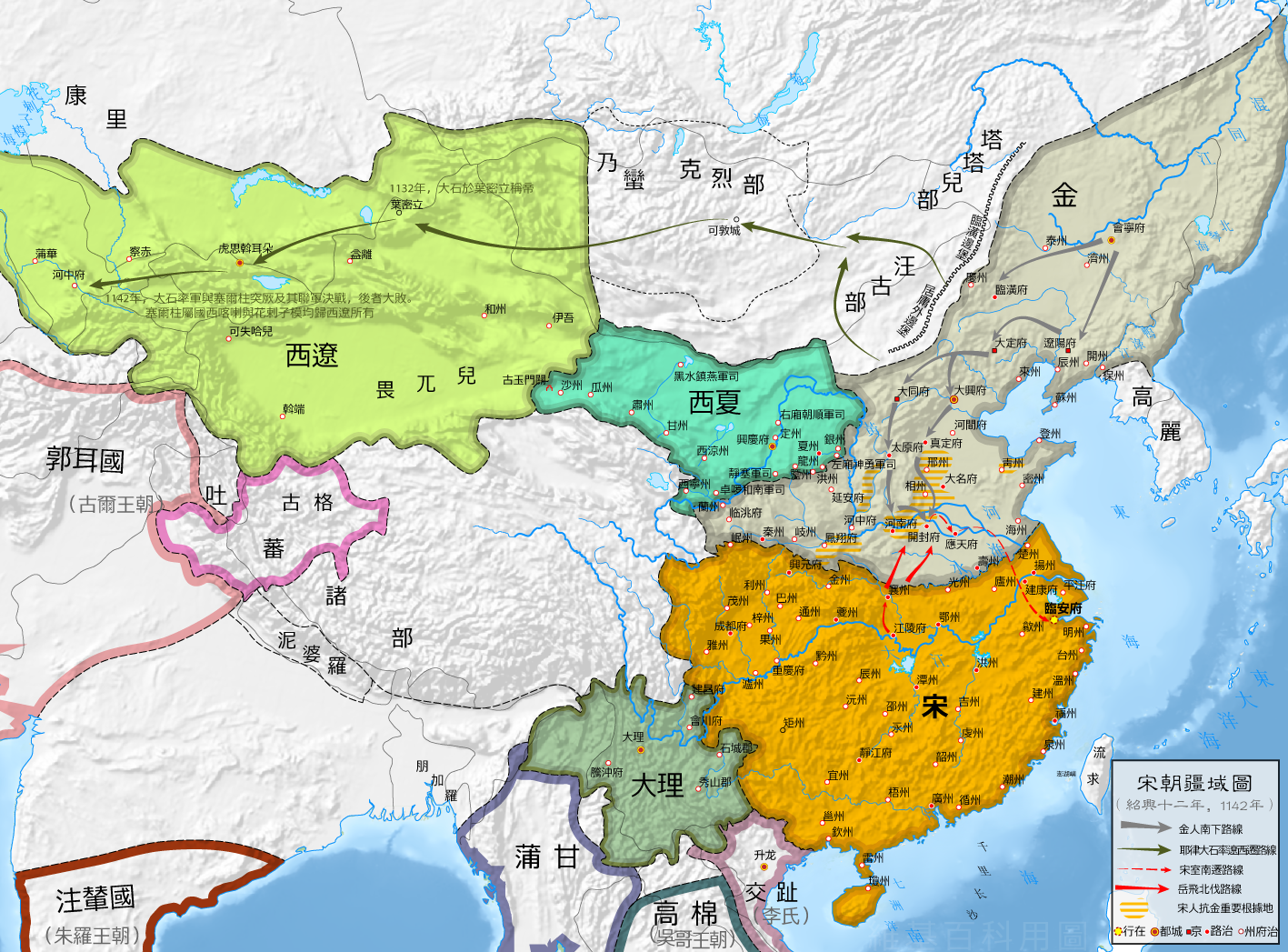
金と南宋の地図

北宋（960年 - 1127年）は中国の王朝であり、その北は北東アジアの満洲に由来する半農耕の女真族が居住していた。宋と女真族は軍事同盟を締結していた時期もあったものの、完顔阿骨打の治下で統一した女真族は1114年（政和4年）に契丹人王朝の遼に反乱を起こし、1115年（政和5年/収国元年）に金を建国して皇帝を称した。金は宋と連合して遼を攻撃しようとし（海上の盟）、最初は1121年（宣和3年/天輔5年）の侵攻を計画したが後に翌年に延期した。1122年（宣和4年/天輔6年）、金は遼の上京臨潢府と西京大同府を占領したが、宋は南京析津府（現在の北京市にあたる）の占領に失敗、金は同年に南京析津府を占領した。宋が軍事的に弱体だったこともあり、金は外交で優勢を占めた。交渉の結果、宋と金は1123年に条約を締結したが、燕雲十六州をめぐる領導紛争により二国間の関係が悪化した。1125年（宣和7年/天会3年）、金は南下して北宋に侵攻した（靖康の変）。
金は1127年（靖康2年/天会5年）までに中国北部のほとんどを征服、北宋の首都の開封を2度包囲した。2度目の開封包囲では陥落して北宋の欽宗が捕虜になった。金は欽宗ら北宋王家を人質として満洲に連行したが、一部は捕虜にならず南へ逃れ、最初は南京応天府を臨時の首都とし、1129年（建炎3年/天会7年）に臨安府に移った。南への遷都は北宋が南宋に移り変わったことを意味した。欽宗の弟の趙構（高宗）は皇帝に即位、金の将軍の斡啜は1130年（建炎4年/天会8年）に長江を渡って高宗を追撃しようとしたものの、高宗は逃亡、斡啜は黄天蕩の戦いで韓世忠率いる艦隊を破り、長江を渡って撤退した。
金はその後も長江の南側の南宋領への進軍を続けたが、南宋を支持する住民の反乱、一部軍指揮官の死、岳飛など南宋軍人の攻勢といった困難に直面した。金は斉という傀儡政権を緩衝国として立てたものの斉は南宋を破れず、紹興7年/天会15年（1137年）に金に廃止された。金が南宋の征服を諦める中、講和に向けての交渉が始まり、1142年（紹興12年/皇統2年）に紹興の和議が締結され長江の北にある淮河が国境線に定められた。条約では南宋が金から馬を輸入することが禁止されたものの、国境付近の市場では密輸が続けられた。その後、1161年（紹興31年/正隆6年）に海陵王が南宋に侵攻するまで、宋・金関係はおおむね平和であった。

### 戦争への準備

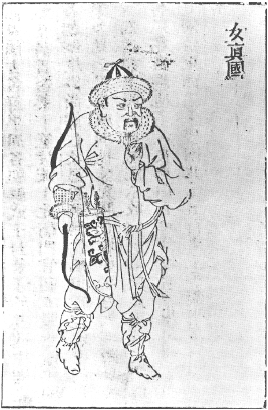
弓を手に持つ女真族の兵士、17世紀初。

1150年（紹興20年/天徳2年）、完顔亮（海陵王）は宮廷クーデターで従兄の熙宗を殺害して皇帝に即位した。彼は女真族の部族会議を通さず、中国王朝の皇帝のように専制的に統治した。『金史』では海陵王が征服、絶対的な権力、女という3つの望みを腹心に打ち明けており、最終的には中国北部のみならず全体を統治する野望を持っていた。彼は幼少期に宋の使節から茶飲を学び、皇帝に即位すると漢化政策を推し進めた。1153年（紹興23年/貞元元年）、国都を上京会寧府から北京大定府に移し、開封を南京に昇格させた。さらに行政機関を南へ移動させ、満洲の王宮を取り壊して北京大定府と南京開封府に宮殿を造営させた。国都をさらに南へ移動させる計画もあったが、このような大規模な建設工事は金の国庫に重い負担をかけることとなった。
対南宋戦争の計画は1158年（紹興28年/正隆3年）に始まり、海陵王は紹興の和議にある、南宋による馬の輸入を禁じた条項が破られたと主張、翌年に侵攻軍を準備した。彼は武器や56万を号する軍馬を北京に集め、兵員も必要だったため女真族のみならず漢民族も徴兵した。徴兵は1161年（紹興31年/正隆6年）まで続いた。兵員輸送に河川を利用する予定だったため、水上戦も想定され、海陵王は1159年（紹興29年/正隆4年）3月に軍船の建造を命じ（建造は通州で行われた）、徴兵された兵士のうち3万人を艦隊に編入した。また、自身を元帥として自ら侵攻軍を率いるとした。徴兵は不人気であり、南宋との国境付近の州などでは反乱が勃発した。海陵王は意に介さず、皇太后徒単氏が戦争準備を批判したと知ると彼女を処刑したほどだった。
海陵王は将来の禍を避けるため、金国内に住んでいた北宋の欽宗の末裔と遼の末裔のうち、男性を全員殺害した。数カ月のうち北宋と遼の王族130人が殺害されることとなったが、やはり不人気な政策であり、契丹族は満洲で反乱を起こして徴兵を拒否した。徴兵拒否の理由は敵対した部族から契丹の領地を守れなくなることだったが、海陵王が聞き入れなかったため反乱軍は女真族官僚を数人殺害した。しかし、反乱勢力は内部分裂しており、一部は遼の首都だった上京臨潢府から反乱を拡大することを目指し、一部は遼の滅亡後に建国された中央アジアの西遼への合流を主張した。それでも海陵王は戦争準備を一部割いて反乱鎮圧に振り分けざるを得なかった。
その間も金宋間の外交は続き、『宋史』では金の外交官の無礼により宋は金の侵攻計画に気づいたという。宋の大臣の一部は戦争を予想したが、高宗は金との平和を維持しようとし、敵対した場合の準備をしようとしなかったため、国境の守備は疎かのままで1161年時点では3カ所に駐留軍を配備したにすぎなかった。海陵王のほうは軍を4手にわけて1161年10月15日（紹興31年/正隆6年9月25日）に開封を発ち、うち1軍は海陵王自ら率いた。10月28日（旧暦10月8日）には淮河を越えて南宋領に入った。南宋の守備軍は長江南岸に配備されたため、淮河付近での進軍はほとんど抵抗を受けなかった。

## 海戦
海陵王の軍勢は長江北側の揚州に軍営を設けたが、西方で南宋軍に敗北して数県奪取されたため進軍が遅れた。海陵王が自軍に建康府の南にある采石磯で長江を渡るよう命じると、11月26日から27日（旧暦11月8日から9日）にかけて海戦が勃発した。南宋軍は虞允文やその副官などが率いたが、虞允文は中書舎人という文官で、このときは參軍として従軍しており、海陵王の進軍と時期が重なったのはたまたまのことであった。虞允文が采石磯に到着したとき、南宋軍は散らばっておりちょうど大将もいなかったという状態だったため、彼は諸軍をまとめて指揮を執った。金は戦船を京杭大運河に運ぼうとした途中、梁山にある梁山泊が浅すぎたため一部の船が通れずに立ち往生した。海陵王は慌ててさらなる戦船の建造を命じたが、建物を取り壊してその資材を再利用し、一週間で戦船を造り上げたという文献もあり、戦船が不足した上に新しくつくられた戦船も質が悪かったため金は十分な兵員を運ぶ船が足りなかった。金軍は戦闘の前日に祈りの儀式を行った後、11月26日（旧暦11月8日）に長江を渡りはじめ、南宋海軍に戦闘を挑んだ。
南宋軍の反撃はおそらく海陵王の予想以上とされる。南宋軍の楼船が金の戦船より速く器用に移動でき、南宋軍はそれを利用して最初は戦船を七宝山という島の後ろに隠れさせた。乗馬の偵察兵が七宝山の頂上に旗を掲げて金の戦船の到着を報せると、南宋艦隊は島の両側から攻撃を仕掛けた。南宋の兵士は霹靂砲という武器を使用して火薬入りの砲弾を発射したが、砲弾には石灰や硫黄も含まれたため、砲弾は殻が割れるとその中身もろとも爆発した。金の兵士はたとえ長江を渡り終えても、そこには南宋軍が待ち構えた。結果としては南宋が決定的に勝利を収め、海陵王は翌日の再戦でも敗北を喫した。結局、彼は残りの船を燃やして揚州に戻り、再度の渡江を準備したが、それが終える前に暗殺された。
戦闘に参加した兵士の数と死傷者の数は文献によって大きく異なった。南宋側の文献では采石磯に駐留していた兵士を1万8千人としており、歴史学者のハーバート・フランクはこの数字を信頼できるとした。しかし、南宋側の文献は金の兵士数をかなり過大評価している可能性が高く、その1つは40万人と主張した。しかし、この時点では南宋軍が戦線全体でも12万人にすぎず、40万人は采石磯の戦いに参加した兵士数ではなく海陵王の侵攻に参加した兵士数である可能性もある。また、南進している間に脱走者が出たり、反乱鎮圧による死傷者が出たため、長江に到着した人数ではなく淮河を渡る前の人数である可能性もある。金の視点で書かれた『金史』では金の損害を1,100人から2,200人とし、『宋史』では金の損害を兵士4,000と万戸2人とした。もう1つの南宋側の文献では金の兵士2万4千人が戦死、兵士500と万戸5人が捕虜になったとし、一方で采石磯の戦いに参加した金の軍勢が兵士500人と戦船20隻しかないとする南宋側の文献もある。どれが最も正確なのかは不確かであり、フランクは金の死傷者が4千人以下と結論付けることが最も安全であるとした。

## 軍事技術

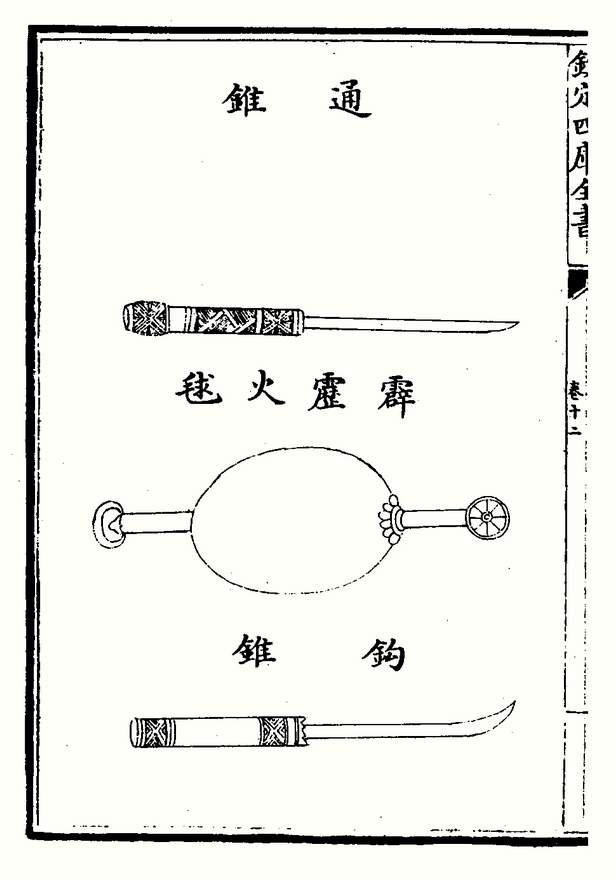
石灰と火薬を混ぜて作る「霹靂火球」。画像は1044年の『武経総要』より。

楊万里の『誠斎集』44巻には『海鰌賦』という采石磯の戦いを記述した詩文がある。この詩文が解説したところでは、楼船では兵士が船の中で自転車のように運転するため、金の兵士からは船が飛ぶような素早さで進むが、人の姿が見えなかったという。そして、突如霹靂砲という紙で石灰と硫黄を包んだ砲弾が発射され、砲弾が水面に落ちると硫黄が燃え上がり、雷のような大声を発した。さらに紙が破れると石灰により煙が発生、兵士が目つぶしにあって周りがみえなくなったところで南宋の楼船が馳せて金の戦船を攻撃、金は兵士も軍馬も溺れた結果大敗したという。
采石磯の戦いに参加した南宋艦隊は船340隻に上り、投石機で霹靂砲という紙で石灰と硫黄を包んだ砲弾を発射した（砲弾には毒性のあるヒ素も含まれたという）。『海鰌賦』で「雷のような大声を発した」とあることから、火薬には硝石が十分混ざり、爆発を引き起こしたことが推定される。さらに「兵士が目つぶしにあって周りがみえなくなった」とあることから、砲弾より発生した煙に催涙ガスのような効果があったことも推定される。
金は鍛冶屋数千人を徴発して艦隊の武器と防具を作らせ、さらに人夫を徴発して、通州から直沽を通過して大運河まで船を運ぶための運河を建設させた。 金の船は軽かったが、サイの厚い皮を装甲とした。船は2階構造であり、1階は漕ぎ手が配置され、2階は砲撃を行える兵士が配置された。また、3種類の船が造られたという。梁山泊で一部の船が立ち往生して通れず、代わりの船が造られたが、代わりの船は質がより悪く、結果的に金の艦隊は南宋の速い大型船に勝てなかったのであった。
采石磯の戦いは宋の海軍技術史における重要な戦闘であり、南宋海軍は技術発展をもって東シナ海への出口を維持することができ、それを用いて金とモンゴルの軍勢に対抗した。霹靂炮は南宋建国から数十年前に発明されたが、南宋の戦船で必須とされたのは建炎3年（1129年）のことだった。楼船などの外輪戦船は紹興2年（1132年）から淳熙10年（1183年）まで様々な大きさで造られた。例えば、造船家の高宣は両側に踏み車が11台ずつついている船を造り、同じく造船家の秦世輔は嘉泰3年（1203年）に鉄板を装甲とする「鐵壁鏵觜平面海鶻戰船」を発明した。これらの技術革新により、宋の海軍は大幅に拡張することができた。20世紀の歴史学者のジョゼフ・ニーダムによると、宋の海軍は「100年で11個戦隊と3千人から20個戦隊と5万2千人に拡張した」という。

## その後

和平策を堅持していたが、海陵王の南侵を迎えた宋の高宗。采石磯の戦いから8カ月後に退位した。

伝統的な中国史観では采石磯の戦いを中国の重要な戦勝とみなし、東晋が前秦に勝利した383年の淝水の戦いにも比肩する戦闘とされた。しかし、南宋軍1万8千が40万人の金軍に打ち勝ったというのは誇張した表現とされ、現代の歴史学者の間では金軍の人数が40万よりはるかに少ないことが通説となっている。南宋軍の人数での劣勢は同時代の歴史家が記述したほど圧倒的ではなく、さらに南宋には有利な点が多かった。南宋は金が渡河を準備している間に時間をかけて守備を固めることができ、戦船の構造も南宋が有利だった。さらに渡河戦では金の十八番である騎兵が無力である。
現代では戦闘の背景と戦場の調査の結果、実際の戦闘はこれまで信じられてきた規模より小さく、戦勝は戦術・戦略上の効果より心理的影響が大きかった。海陵王の失脚は軍事上の敗北だけが原因ではなく、彼自身の政策も原因の一端だった。海陵王の部下は元々海陵王をひどく嫌っていたが、戦争中は海陵王と部下の関係がさらに悪化した。また専制政治を敷いたため、臣民からの支持もなく、海陵王が採用した政策は女真人・契丹人・漢民族のいずれからも支持を確保できなかった。結局、海陵王は1161年12月15日（紹興31年/正隆6年11月27日）に殺害された。後任の世宗は海陵王殺害の数週間前に本国での政変により皇帝に即位しており、彼は海陵王の漢化政策の多くを取りやめた。
采石磯の戦いの結果、南宋軍の士気が上がった一方、金軍の間では不満が広がった。戦勝の報せが届くと、政府への信用が強化され、南宋はより安定した。金は南宋を攻略して中国を統一することを諦め、1162年（紹興32年/大定2年）に軍を引き揚げて2国間の外交関係を再開した。高宗は戦闘終結から8カ月後に退位したが、その理由は複雑であり、海陵王との戦争への対策が一因である可能性がある。高宗は金からの攻撃について警告を受けたにもかかわらずそれを無視し、和解を望んだため、守備の強化を怠ったのであった。

以降も淮南や西の四川にあたる地域で戦闘が続いたが、采石磯の戦い以降の侵攻は長江までたどり着くことを目指さなくなった。金は江南の河川や湖が騎兵の進軍を阻んでいることに気付いたのであった。金と宋は1165年（乾道元年/大定5年）に乾道の和議を締結、国境線に変更はなかったが南宋は支払う歳幣が軽減され、属国地位からも脱することとなった。

## 関連図書
- Partington, J. R. (1960). A History of Greek Fire and Gunpowder. Johns Hopkins University Press. ISBN 978-0-8018-5954-0